# Kidinnu
Kidinnu (hay Kidunnu, khoảng thế kỉ 4 TCN - 14 tháng 8 năm 330 TCN?) là nhà thiên văn học, nhà toán học người Babylon. Strabo người Amaseia gọi ông là Kidenas, theo Gaius Plinius Secundus là Cidenas, và Vettius Valens gọi ông là Kidynas. Tên nhà thiên văn học này được nhắc đến trong những tài liệu viết bằng chữ tượng hình cunei, sách sử cổ điển viết bằng tiếng Hy Lạp và tiếng La Tinh nhưng không có bằng chứng cho thấy đó chỉ là một người.
Ông có thể là nhà toán học, thiên văn học đã khám phá ra hiện tượng tiến động của Trái Đất.